# Rudolf H. Herget

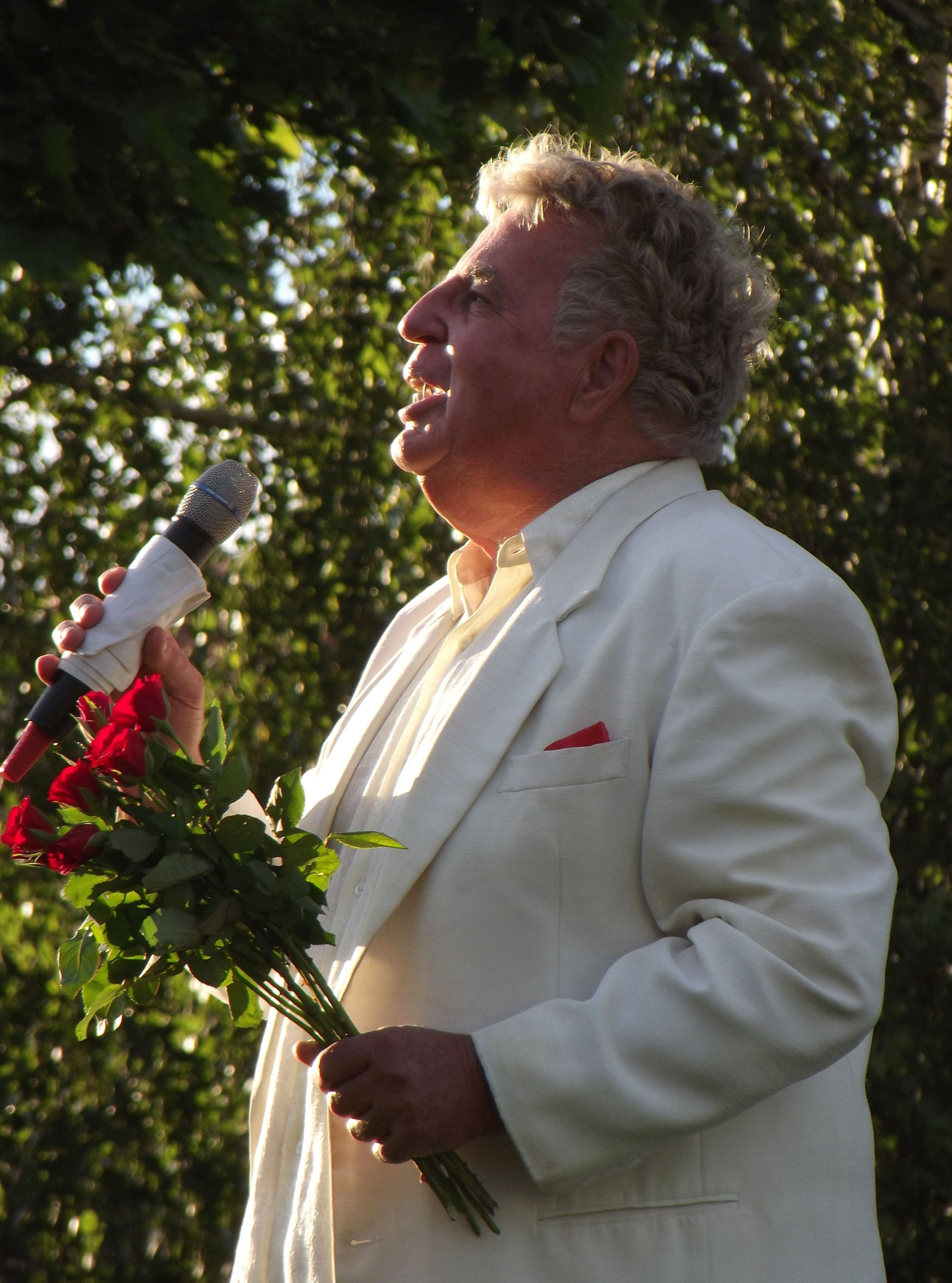
Rudolf H. Herget am Dicken Turm, Künzell

Rudolf H. Herget (* 7. Januar 1940; † 8. Februar 2014 in Fulda) war ein deutscher Schauspieler und Poet. Aufführungen unter freiem Himmel an ausgewählten Orten des Biosphärenreservates Rhön brachten ihm den Titel Erzähler der Nacht ein.

## Leben und Schaffen
Herget studierte in der Schauspielabteilung in der Hochschule für Musik in Hannover und nutzte ein Stipendium in New York zur Ausbildung als Schauspieler. In Deutschland trat er auf  Schauspielbühnen in klassischen Rollen auf. Er spielte Rollen im Ausland in den deutschsprachigen Theatern in Buenos Aires, Melbourne und Salt Lake City. Als Weltenbummler nutzte er Auftritte auf Kreuzfahrtschiffen, um von einem Kontinent zum nächsten zu gelangen. Dabei entdeckte er die Faszination des Sternenhimmels in der Nacht und begann, Programme zu erarbeiten, die er unter freiem Himmel aufführte und später in Planetarien  mit Musik und Lichteffekten inszenierte.
Frei und ohne Manuskript trug er Gedichte von J. W. Goethe, F. Schiller, K. Tucholsky, R. M. Rilke, M. Claudius, F. Hölderlin, H. Hesse, A. Puschkin, F. Rückert, H. Heine, A. v. Arnim, Platon und B. Brecht vor. Er vertraute dabei allein auf seine markante Stimme. In Abendprogrammen rezitierte er eigene zusammengestellte Themen; in den „Nächten der Poesie“ bis zu 9 Stunden Erzählungen, Gedichte und Märchen. Dazu gehören „seine Rosengedichte“ und die Interpretation von „Ode an die Freude“ von Friedrich Schiller, eines seiner Lieblingsgedichte.

Impressionen der Natur, von Wind und Wetter, nahm er in seinen Vorträgen auf. Seine Interpretationen vom „kleinen Prinzen“, von der „Möwe Jonathan“, von „Galileo Galilei“ und der „Rede des Häuptlings Seattle“ mit musikalischen Untermalungen und Diaprojektionen auf Leinwände, Burg- und Kirchenruinen oder den Dom zu Fulda sowie die Wahl der besonderen Örtlichkeit beeindruckten die Zuhörer. Sein Ziel war es nach eigener Aussage, sein Publikum ins Reich der Poesie zu entführen und den Geist der Menschen für das Schöne zu öffnen.

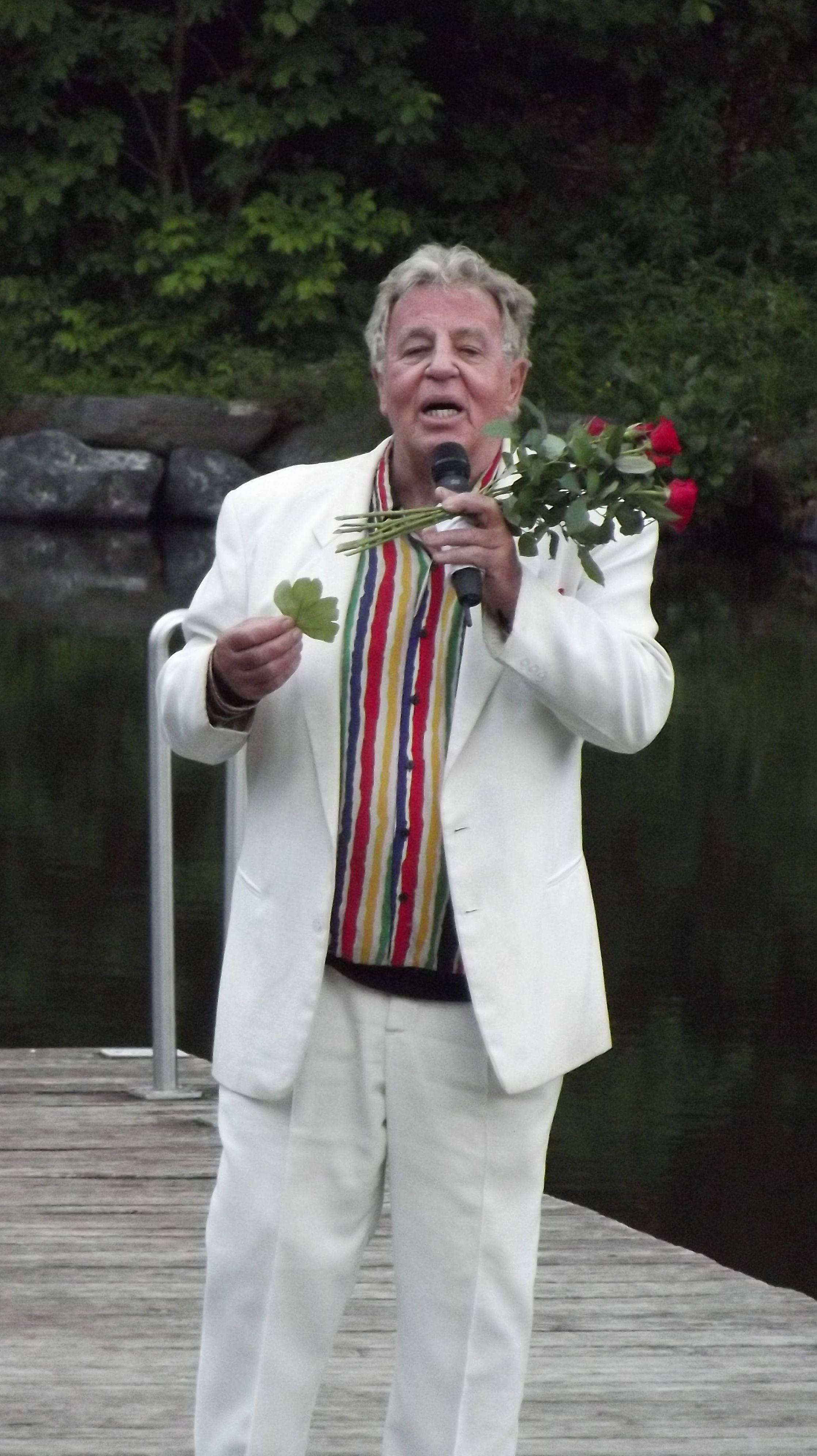
Rudolf H. Herget am Guckaisee bei Poppenhausen

## Hörspiele und Aufnahmen auf Langspielplatten
Herget wirkte in Dutzenden von Europa-Hörspielen mit, u. a. in Der Wildtöter, Moby Dick, Folge 83 der Reihe Die drei ??? sowie weiteren Aufnahmen als Old Shatterhand, Der Graf von Monte Christo, Robin Hood, Robinson Crusoe, Ben Hur und Glaukus („Die letzten Tage von Pompeji“) mit. Hierfür verwendete er auch die Pseudonyme Alexander Berger, Chris Heinrich, Hans Meinhardt und Rainer Becker.

## Theaterrollen
Auswahl
| Rolle            | Theaterstück                       | Autor                    |
| ---------------- | ---------------------------------- | ------------------------ |
|                  | Der Schwierige                     | Hugo von Hofmannsthal    |
|                  | In der Sache J. Robert Oppenheimer | Heinar Kipphardt         |
| Ferdinand        | Kabale und Liebe                   | Friedrich Schiller       |
|                  | Der Kaufmann von Venedig           | William Shakespeare      |
| Siegfried        | Die Nibelungen                     | Friedrich Hebbel         |
| Old Shatterhand  | Karl-May-Spiele, Bad Segeberg      | nach Karl May            |
| Leutnant Praliné | Madame Pompadour                   | Leo Fall                 |
| Marquis Posa     | Don Carlos                         | Friedrich Schiller       |
| Major Tellheim   | Minna von Barnhelm                 | Gotthold Ephraim Lessing |

freie Interpretation von Erzählungen, Märchen und Überlieferungen:
- „Der kleine Prinz“ von Antoine de Saint-Exupéry
- „Der kleine Häwelmann“ von Theodor Storm
- „Die Möwe Jonathan“ nach Richard Bach
- „Galileo Galilei“ angelehnt an Galileo Galilei nach Bertolt Brecht
- „Die Rede des Häuptlings Seattle“

## Wirkungsstätten und Veranstaltungsreihen
- Planetarium Wolfsburg[8]
- Planetarium Hamburg[9]
- Planetarium Jena
- Sternwarte und Planetarium Fulda[10]
- Biosphärenreservat Rhön – Nächte der Poesie
- Beller Kirche in Eckelsheim, Rheinhessen – Nächte der Poesie[11]